# Wappen von Piekary Śląskie

Das aktuelle Wappen

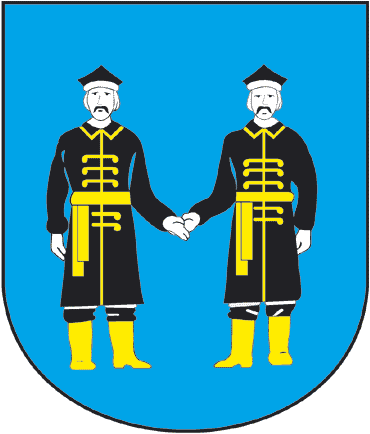
Das Wappen bis 2005

Das Wappen der Stadt Piekary Śląskie (Deutsch Piekar) wurde in seiner heutigen Form am 30. Juni 2005 beschlossen und geht auf ältere Wappen zurück.

## Beschreibung
Das aktuelle Wappen zeigt auf blauem Grund entsprechend dem Ortsnamen (Piekar von Bäcker) zwei Bäcker in ihrer schwarzen traditionellen Arbeitstracht mit goldenen Details. Zwischen ihnen befindet sich die Basilika von Piekary Śląskie, auf die die beiden mit ihren Händen hinweisen.
Vor der Änderung im Jahr 2005 zeigte das Wappen nur die beiden Bäcker, die sich die Hand reichten. Im 18. Jahrhundert zeigte das Wappen bzw. Siegel der Gemeinde Deutsch Piekar noch die heilige Maria mit dem Christuskind.

## Wappen der Stadtteile
- Brzeziny Śląskie (Birkenhain): Entsprechend dem Ortsnamen zeigt es in der Mitte eine Birke, daneben zwei Männer in schwarzer Bergmannstracht mit Säbeln in der Hand auf weißem Grund. Auf dem grünen Boden befinden sich die Bergbausymbole Schlägel und Eisen.
- Brzozowice (Brzezowitz): Es zeigt das Lamm Gottes in weiß mit weißer Flagge und goldenem Kreuz auf blauem Grund.
- Dąbrówka Wielka (Groß Dombrowka): Entsprechend dem Ortsnamen zeigt es zwei große Eichen (Domb = Eiche) mit grünem Boden auf weißem Grund.
- Kamień (Kamin): Es zeigt einen Bergmann in schwarzer Kleidung mit einer Spitzhacke bei der Arbeit, entsprechend dem Ortsnamen, in einem Steinbruch bzw. beim Steine schlagen auf weißem Grund.
- Kozłowa Góra (Ziegenberg): Entsprechend dem Ortsnamen zeigt es zwei rote Ziegen auf den Spitzen zweier Hügel auf weißem Grund.
- Szarlej (Scharley): Es zeigt einen Bergmann mit einer Grubenlampe in der rechten Hand und einer Hacke in der linken Hand auf weißem Grund.

Brzeziny Śląskie
Brzozowice
Dąbrówka Wielka
Kamień
Kozłowa Góra
Szarlej